# 피에르위그 에르베르

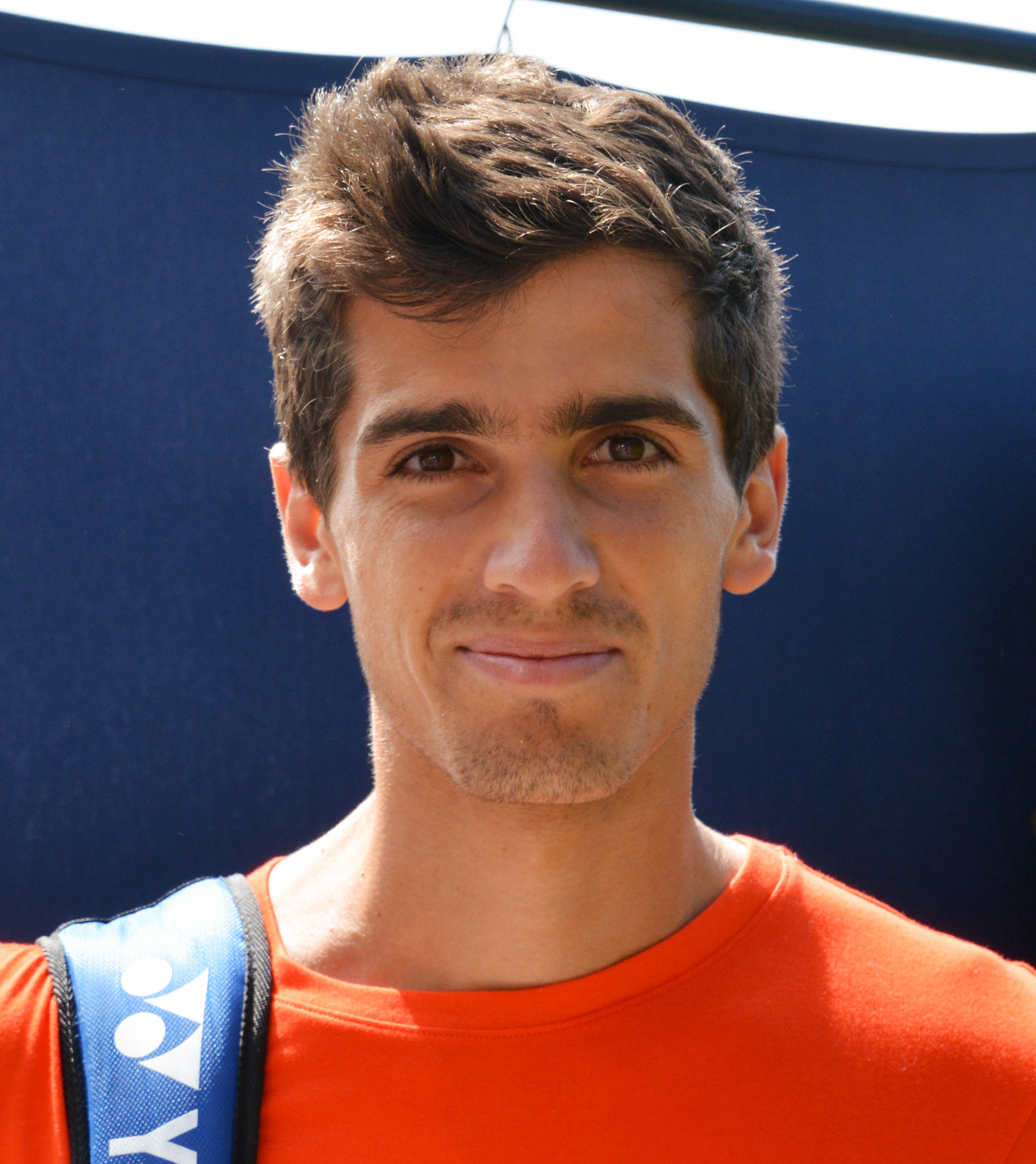

피에르위그 에르베르(프랑스어: Pierre-Hugues Herbert, 1991년 3월 18일~)는 프랑스의 테니스 선수이다. 2015년 US 오픈 남자 복식에서 우승했다.